# Wenzel Günther
Wenzel Günther (23. února 1851 Mírkov – 17. listopadu 1900 Dolní Mírkov), byl rakouský politik německé národnosti z Čech, na konci 19. století poslanec Říšské rady.

## Biografie
Po víc než patnáct let zasedal v okresním zastupitelstvu a v okresním výboru. Byl viceprezidentem okresní zemědělské společnosti a delegátem zemské zemědělské rady. V domovském Mírkově byl obecním radním.
Byl poslancem Říšské rady (celostátního parlamentu Předlitavska), kam usedl ve volbách roku 1897 za kurii venkovských obcí v Čechách, obvod Litoměřice, Štětí, Ústí atd. Ve volebním období 1897–1901 se uvádí jako Wenzel Günther, zemědělec, bytem Dolní Mírkov (Tittelsbach), pošta Neštědice.
Ve volbách roku 1897 se uvádí jako kandidát Německé pokrokové strany. Ve volbách na přelomu let 1900 a 1901 již nehodlal kandidovat.
Zemřel v listopadu 1900 ve věku 50 let.